# Marina Lapina
 Marina Lapina (Wolgograd, 6 maart 1981) is een  Azerbeidzjaanse atlete, die is gespecialiseerd in het kogelslingeren. Eenmaal nam ze deel aan de Olympische Spelen, maar bleef medailleloos.
Op de Olympische Spelen van 2004 in Athene geraakte Lapina niet door de kwalificaties van het kogelslingeren. Met een beste worp van 55,34 m eindigde ze op de laatste plaats in het olympisch toernooi.

## Persoonlijk record
| Onderdeel      | Prestatie | Datum       | Plaats |
| -------------- | --------- | ----------- | ------ |
| kogelslingeren | 64,26 m   | 3 juli 2004 | Bakoe  |

## Prestatieontwikkeling
| Jaar | Prestatie |
| 2001 | 58,90     |
| 2002 | 58,39     |
| 2003 | 63,77     |
| 2004 | 64,26     |